# Grönländische Fußballmeisterschaft 1982
Die Grönländische Fußballmeisterschaft 1982 war die 20. Spielzeit der Grönländischen Fußballmeisterschaft.
Meister wurde zum vierten Mal innerhalb von sechs Jahren N-48 Ilulissat, womit der Verein zu GSS Nuuk als Rekordmeister aufschloss.

## Teilnehmer
Es sind lediglich die Teilnehmer der Schlussrunde bekannt. Dies waren:
- UB-68 Uummannaq
- N-48 Ilulissat
- SAK Sisimiut
- Kâgssagssuk Maniitsoq
- B-67 Nuuk
- NÛK

## Modus
Der Modus der Meisterschaft entsprach dem der Vorjahre. Es qualifizierten sich sechs Mannschaften für die in Nuuk ausgetragene Schlussrunde, die in zwei Dreiergruppen eingeteilt wurden. Anschließend wurde im K.-o.-System der Meister ausgespielt.

## Ergebnisse

### Vorrunde
Gruppe 1
| Pl. | Verein                | Sp. | S | U | N | Tore    | Punkte |
| --- | --------------------- | --- | - | - | - | ------- | ------ |
| 1.  | B-67 Nuuk             | 2   | 1 | 1 | 0 | 005:400 | 03     |
| 2.  | SAK Sisimiut          | 2   | 0 | 2 | 0 | 005:500 | 02     |
| 3.  | Kâgssagssuk Maniitsoq | 2   | 0 | 1 | 1 | 005:600 | 01     |

| Datum |             | Ergebnis |                       | Ort  |
| ----- | ----------- | -------- | --------------------- | ---- |
| 1982  | B-67 Nuuk   | 3:2      | Kâgssagssuk Maniitsoq | Nuuk |
| 1982  | B-67 Nuuk   | 2:2      | SAK Sisimiut          | Nuuk |
| 1982  | Kâgssagssuk | 3:3      | SAK Sisimiut          | Nuuk |

Gruppe 2
| Pl. | Verein          | Sp. | S | U | N | Tore    | Punkte |
| --- | --------------- | --- | - | - | - | ------- | ------ |
| 1.  | N-48 Ilulissat  | 2   | 2 | 0 | 0 | 007:300 | 04     |
| 2.  | UB-68 Uummannaq | 2   | 1 | 0 | 1 | 004:500 | 02     |
| 3.  | NÛK             | 2   | 0 | 0 | 2 | 004:700 | 0      |

| Datum |                | Ergebnis |                 | Ort  |
| ----- | -------------- | -------- | --------------- | ---- |
| 1982  | N-48 Ilulissat | 4:2      | NÛK             | Nuuk |
| 1982  | N-48 Ilulissat | 3:1      | UB-68 Uummannaq | Nuuk |
| 1982  | NÛK            | 2:3      | UB-68 Uummannaq | Nuuk |

### Platzierungsspiele
Halbfinale
| Datum |                | Ergebnis |                 | Ort  |
| ----- | -------------- | -------- | --------------- | ---- |
| 1982  | B-67 Nuuk      | 2:4      | UB-68 Uummannaq | Nuuk |
| 1982  | N-48 Ilulissat | 4:3      | SAK Sisimiut    | Nuuk |

Das Spiel um Platz 5 wurde aus Zeitgründen nicht ausgetragen.
Spiel um Platz 3
| Datum |           | Ergebnis |              | Ort  |
| ----- | --------- | -------- | ------------ | ---- |
| 1982  | B-67 Nuuk | 6:1      | SAK Sisimiut | Nuuk |

Finale
| Datum           |               | Ergebnis |                 | Ort  |
| --------------- | ------------- | -------- | --------------- | ---- |
| 15. August 1982 | N48 Ilulissat | 5:0      | UB-68 Uummannaq | Nuuk |